# Фирсов, Георгий Андреевич (депутат)
Гео́ргий Андре́евич Фи́рсов (1850 — после 1917) — общественный деятель и политик, член Государственной думы от Харьковской и Воронежской губерний.

## Биография
Родился 27 ноября (9 декабря) 1850 года. Происходил из потомственных дворян Воронежской и Харьковской губерний — землевладелец Острогожского уезда Воронежской губернии и Старобельского уезда Харьковской губернии (8000 десятин).

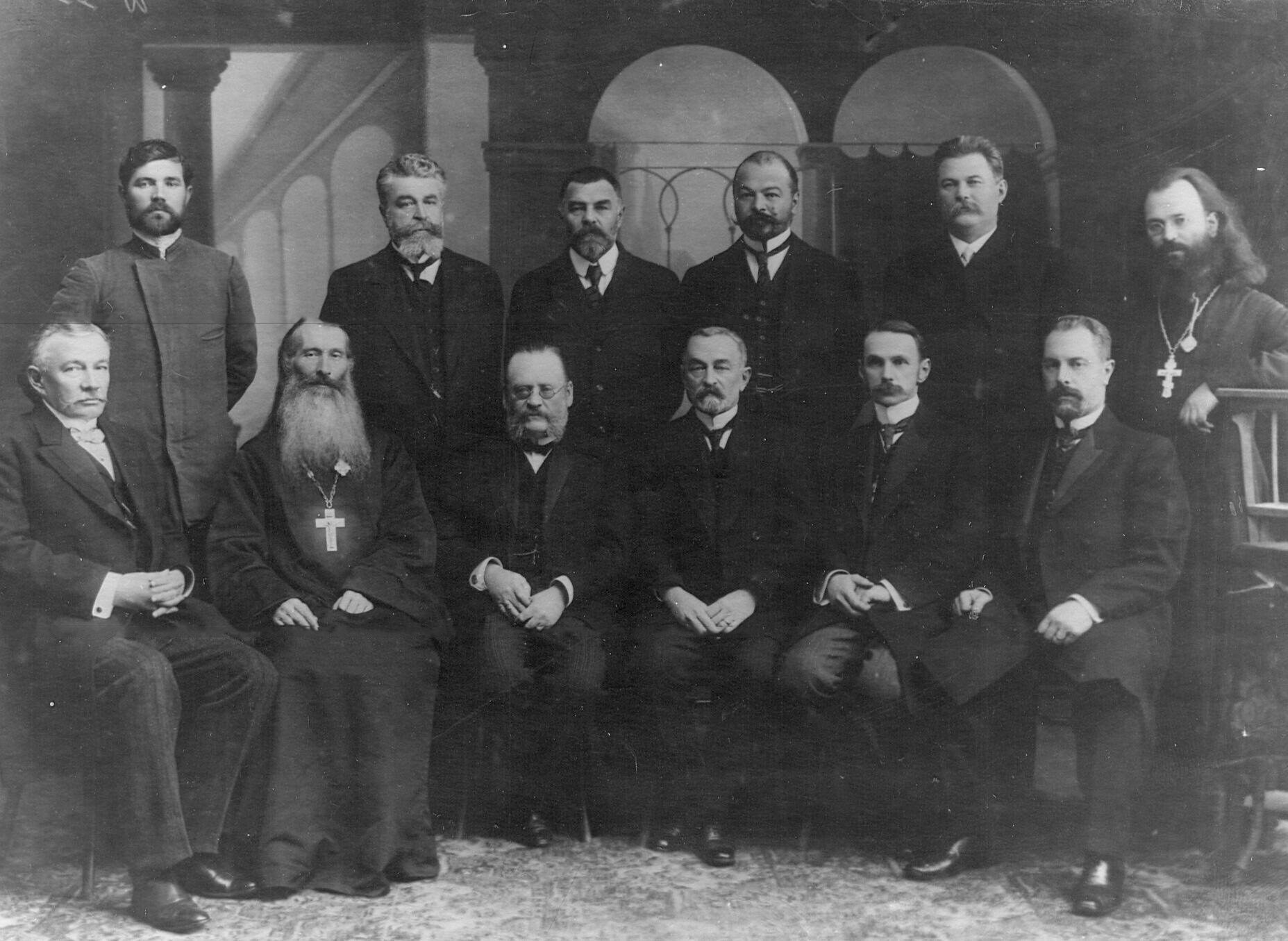
Депутаты IV Государственной думы от Воронежской губернии. Г. А. Фирсов — первый слева, сидит.

Окончил юридический факультет Московского университета со степенью кандидата прав в 1876 году и посвятил себя общественной деятельности. Избирался гласным Острогожского уездного (с 1877), Воронежского (с 1883) и Харьковского (с 1902) губернских земских собраний, председателем Острогожской уездной земской управы (1882—1892), старобельским уездным (1893—1903) и харьковским губернским (1903—1906) предводителем дворянства.
Долгое время состоял почётным мировым судьёй по Острогожскому уезду (1876—1917). В 1891—1892 годах заведовал продовольственными кампаниями в Острогожском и Старобельском уездах. Дослужился до чина действительного статского советника (с 6 декабря 1899). Был членом «Союза 17 октября».
В 1906 году был избран членом I Государственной думы от Харьковской губернии. Входил в группу мирного обновления. После роспуска Думы вернулся к земской деятельности.
В 1912 году был избран членом Государственной думы от Воронежской губернии. Входил во фракцию октябристов, после её раскола — в группу земцев-октябристов. Также входил в Прогрессивный блок.
Состоял товарищем председателя бюджетной комиссии (с 16 июня 1916), а также членом комиссий: по местному самоуправлению, земельной и по вероисповедальным вопросам.
После Февральской революции был включён в список вновь избранных членов Временного комитета Государственной думы, опубликованный 11 марта 1917 года «Вестником Временного правительства». Дальнейшая судьба неизвестна.

## Награды
- Орден Святой Анны 2-й ст. (1896)
- Орден Святого Владимира 3-й ст. (1902)
- Орден Святого Станислава 1-й ст. (1904)
- медаль «В память царствования императора Александра III»